# Myrmicocrypta longinoda
Myrmicocrypta longinoda är en myrart som beskrevs av Weber 1938. Myrmicocrypta longinoda ingår i släktet Myrmicocrypta och familjen myror. Inga underarter finns listade i Catalogue of Life.